# Wandermagazin Schweiz
Das Wandermagazin Schweiz ist eine illustrierte Schweizer Special-Interest-Zeitschrift zum Thema «Wandern in der Schweiz» aus dem Rothus Verlag Solothurn.
Die Zeitschrift hat eine WEMF-beglaubigte Auflage von 10'236 (Vj. 9'644) verkauften bzw. 12'568 (Vj. 14'014) verbreiteten Exemplaren und ist mit einer Reichweite von 71'000 (Stand: 2016) (Vj. 84'000) die meistgelesene Wander-Zeitschrift der Schweiz. Seit September 2008 ist Toni Kaiser Chefredaktor. 
Das Wandermagazin SCHWEIZ lädt sechsmal jährlich zum Blättern und Schmökern ein. Die meistgelesene Schweizer Wanderzeitschrift entführt in neue Regionen, zeigt die Perlen der Schweiz und erzählt Geschichten von Land und Leuten. Jede Ausgabe enthält Wandertipps, Reportagen, Fotostrecken, Rezepte, Produkteinfos, Rätsel- und Familienseiten und das Neueste aus der Wanderwelt. Zusätzlich zu den sechs jährlichen Ausgaben erscheinen zwei Photo-Editionen, die ausschliesslich an Abonnentinnen und Abonnenten versandt werden. Namhafte Fotografen zeigen mit Bildkompositionen ihre Sicht auf die Schweizer Landschaften. Im Print-Abonnement inbegriffen ist automatisch das digitale Jahresabo. Darin sind alle bereits erschienenen Ausgaben auch online verfügbar. Leserinnen und Leser haben zudem kostenlosen Zugang auf den Online-Tourenplaner. Mit wenigen Klicks findet man darin Wandervorschläge aus allen Regionen der Schweiz und kann sich seine eigene Wanderung planen und zusammenstellen. 
Das Wandermagazin Schweiz wurde im Jahr 1927 von den Schweizerischen Bundesbahnen SBB gegründet und bis in die 1990er Jahre gemeinsam mit der damaligen Schweizerischen Verkehrszentrale (heute: Schweiz Tourismus) publiziert und gratis an die Bahnreisenden in der Schweiz verteilt. Durch die Modernisierung im Kundenmarketing der Bahn ist das seit jeher hochwertige und exklusiv bebilderte Schweiz-Magazin Ende des letzten Jahrhunderts seiner Aufgabe, nämlich die Unterhaltung der Bahnreisenden durch hochwertige Literatur und ebenso hochwertige exklusive Fotografie, beraubt worden. Der Titel ist 1993 vom Rothus Verlag Solothurn übernommen und Anfang 2004 erfolgreich in eine Wanderzeitschrift weiterentwickelt worden. Heute ist das Wandermagazin Schweiz die grösste unabhängige Wanderzeitschrift der Schweiz.